# Cenzúra

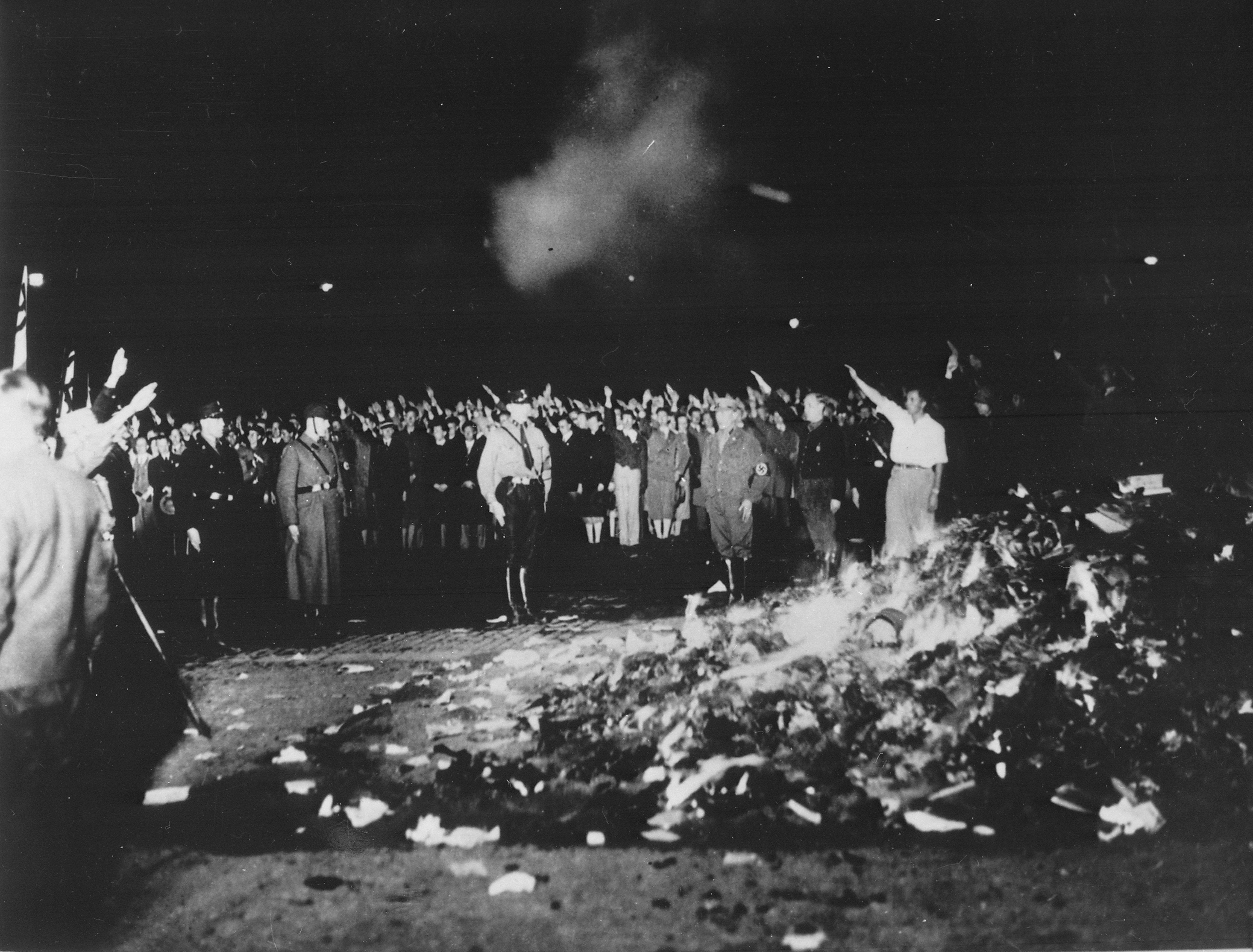
A cenzúra egyik radikális gyakorlata a könyvmáglya volt a nemzetiszocialista Németországban, Berlin, 1933 májusában

A cenzúra információk felügyelete, elsősorban politikai és morális alapokon. Szűkebb értelemben csak az államilag gyakorolt, külön erre a feladatra alakult szervek által végzett információszűrést nevezzük cenzúrának (amely elsősorban a hírlapok és műalkotások megcsonkítását vagy betiltását eredményezheti), tágabb értelemben azonban az információknak a szélesebb nyilvánosság elöli mindenfajta elzárását szokás (sokszor vitatható helyességgel) cenzúrának nevezni.
A szűkebb értelemben vett cenzúra az abszolutizmus, illetve a diktatórikus rendszerek jellemzője, ahol az információkat, az emberek véleményét és nézeteit is szabályozni akarják. Ezen lépéseket általában nemzetbiztonság, a közérdek vagy a „jó ízlés” ürügyén teszik meg. A mostani demokráciákban a cenzúra fogalma így jobbára negatív jelentésű, s ezen társadalmak büszkék állampolgáraik szabadságjogaira, beleértve a kifejezés szabadságának – elvben nagy gonddal őrzött (az USA alkotmányának az első kiegészítése) – jogát is; annak ellenére, hogy ezen rendszerekben a fent említett indokokra hivatkozva szintén jelen van az információk szűrése (például állambiztonsági jelentőségű vagy ilyennek értékelt iratok titkosítása, illetve az önkifejezés gyermekvédelmi okokból való korlátozása). A szólásszabadság ilyesfajta korlátozása legitimitását egy feltételezett társadalmi megegyezésből meríti, amely megszabja, hogy abban a korban mi fogadható el, és mi nem.
A problémák akkor jelentkeznek, amikor az információk cenzúrázása az emberek széles körű érdekei ellen hat, mint például hozzá nem értés, korrupció vagy bűnözés leplezése. A cenzúra mindig is hajlamos volt a művészet bizonyos formái elleni fellépésre, gyakran azért, mert a művészek tagadni akarták az ízlés határait, és ezzel kihívásokat intéztek a hatalomhoz. Angliában például egészen 1968-ig minden színdarab kéziratát a hivatalos cenzor, a királyi ház kamarása (Lord Chamberlain) elé kellett bocsátani elbírálásra. Az ilyen típusú előcenzúra Nyugaton már nagyon ritka. Egyik fontos kivétel a film- és videófelvételek piacra bocsátás előtti cenzúrabizottsági vizsgálata. A bizottság döntése szerint a megjelölt részleteket ki kell vágni. 1972 óta a havonta megjelenő Index on censorship folyóirat kampányt folytat a szólásszabadság alapvető emberi jogaiért.

## A cenzúra története
A cenzúra története az ógörög időkig vezethető vissza. Szinte minden közösségnek megvoltak a tabutémái, amelyekről nem illett vagy nem is volt szabad beszélni vagy írni. Ide tartoznak olyan témák, mint a beszéd, a ruházat, a szexualitás vagy a vallásos nézetek. 

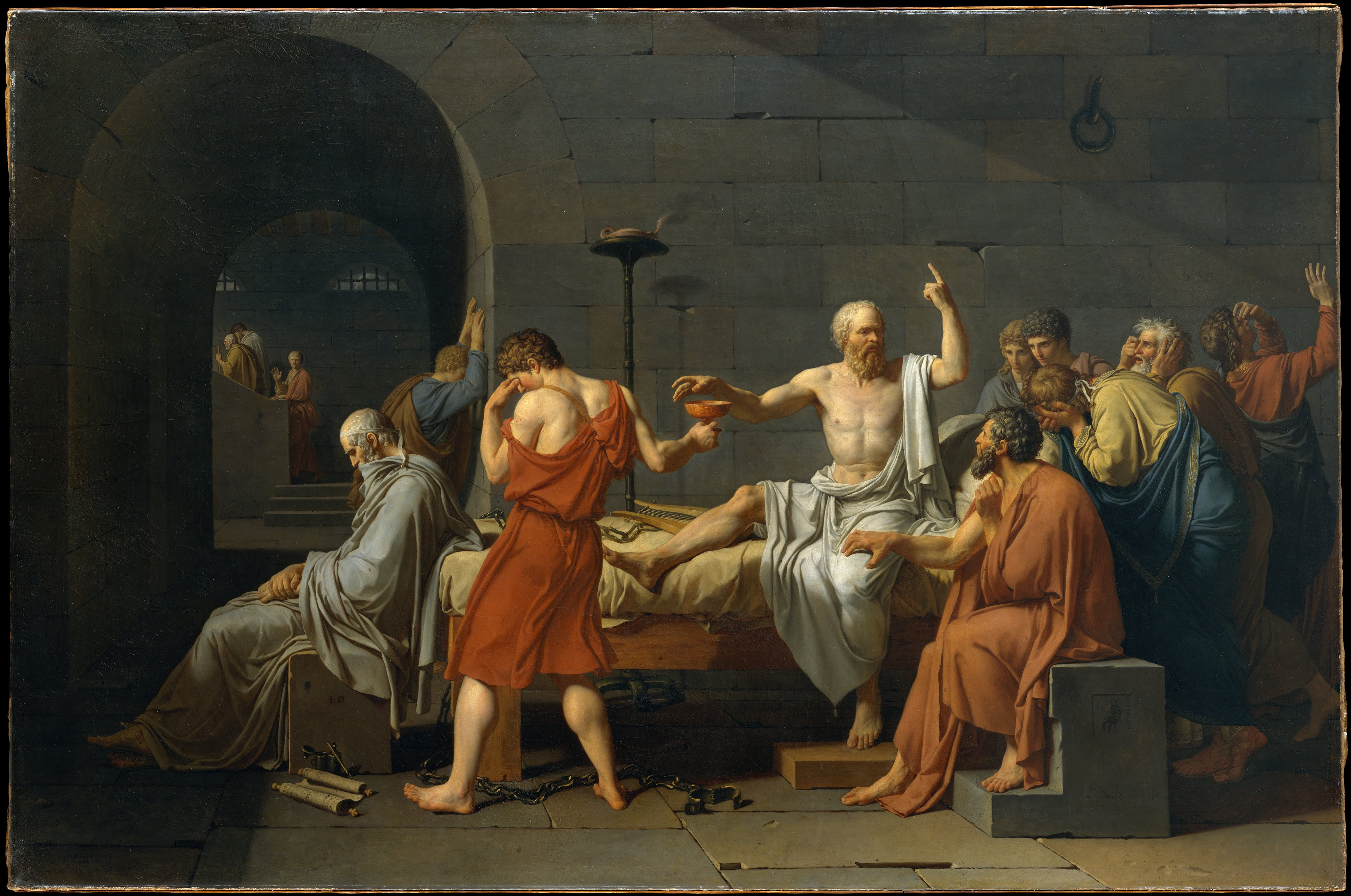
Jacques-Louis David festménye Szókratész haláláról, aki inkább bürök (Conium maculatum) mérget ivott és öngyilkos lett, mintsem hogy elfogadja a tanításai cenzúrázását

Az első jelentős történelmi személyiség, akit foglalkoztatott a cenzúra és a szólásszabadság elmélete, az Szókratész volt, aki inkább a halált választotta, mintsem hogy elfogadja a tanításai cenzúrázását. Szerinte a szólásszabadság nem csak az egyik alappillére a demokratikus köztársaságnak, hanem alapelvárás egy közösségben. A sors iróniája, hogy Szókratész tanítványa, Platón volt az első filozófus, aki az intellektuális, vallásos és művészeti cenzúrát összeállította. Bár a demokratikus Görög Köztársasághoz nem illett az effajta szólásszabadság-korlátozás, mégis volt példa arra, hogy művészek könyveit égették el, mert azok nem feleltek meg a moralitásuknak.
A rómaiaknál az arisztokraták élveztek teljes szólásszabadságot, és az egyszerű népet kemény büntetések alá helyezték, ha nem úgy szóltak, ahogy azt tőlük elvárták. Viszont a Római Birodalom kénytelen volt alkalmazkodni a szólásszabadság elméletéhez, mivel nagyon sok különböző nemzetiségű és vallású ember lakott a területén. Ezért egy idő után csak azt írták elő a lakosságnak, hogy az uralkodót tiszteljék, viszont cserébe a saját vallásukat követhetik. De az akkori zsidóknak és keresztényeknek ez nem tetszett, ugyanis az uralkodó isteniesítése ellentmondott az ő hitüknek, ezért sok esetben mártírhalált kellett szenvedniük.
313-ban Konstantin római uralkodó hivatalosan is elfogadta a kereszténységet, és húsz évvel később cenzúrát vezetett be a vallás terén. 496-ban I. Geláz pápa kiállíttatta az első olyan katalógust, amelyben a tiltott könyvek voltak felsorolva. 1231-ben IX. Gergely pápa bevezette az inkvizíciót, amely majdnem 500 éven keresztül maradt a legbefolyásosabb vallásos cenzúraként.
A 15. században a nyomtatás feltalálása lehetővé tette az előcenzúrázás lehetőségét. A nyomdászoknak le kellett adniuk minden kéziratot a hivatalos bizottsághoz, és csak az után nyomtathatták azt ki.
A római inkvizíció a tiltott könyvek első hivatalos listáját (lat. Index librorum prohibitorum) IV. Pál pápa uralkodása (1555–59) idején adta ki 1559-ben. Majd Szent Piusz pápa 1571-ben létrehozta a tiltott könyvek indexének összeállításával foglalkozó hivatalt, az Indexkongregációt (Congregatio indicis). Ez a kongregáció adta ki a tilos könyvek olvasására való egyedi engedélyeket is.
A Szent Inkvizíció által 1948 októberében felállított utolsó, 32. listája a tiltott könyveknek mintegy 4000 cenzúrázott címet tartalmazott, a legkülönfélébb okokból: eretnekség, erkölcstelenség, szexuális szabadosság, politikai inkorrektség stb. Olyan ismert szerzőket találhattunk a jegyzékben, mint Erazmus, Galeotto Marzio, Nostradamus, Kopernikusz, Voltaire, Daniel Defoe, Victor Hugo, Anatole France, Níkosz Kazandzákisz és a magyar szerzők közül Kollár Ádám Ferenc, Bölöni Farkas Sándor, Prohászka Ottokár.

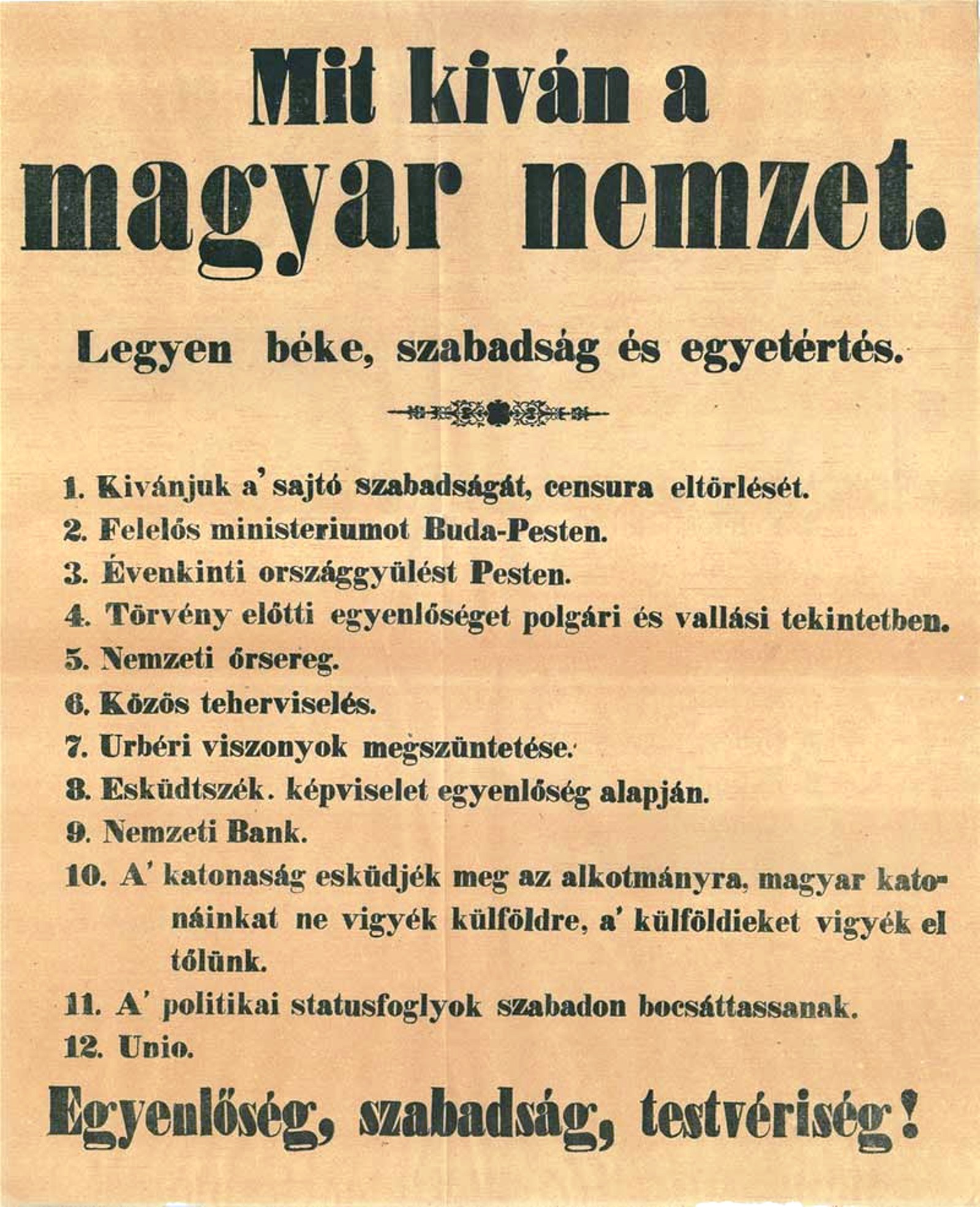
Az 1848-as március 15-ei forradalom egyik legfontosabb követelése volt az osztrák cenzúra eltörlése

A 18. században az egész világ nagy változásokon ment át, forradalmak és különböző egyenjogúsági kikiáltások formájában. Ez egyértelműen érezhető volt a szólásszabadságon is, és a vallásos elnyomás enyhülésében. Európában először a polgári forradalmak (a „Nagy” Francia Forradalom és az angol polgári forradalom) tűzték zászlajukra a cenzúra eltörlését, és a teljes szólás- és sajtószabadságot, eme követeléseket azonban nem voltak képesek megvalósítani (sőt, míg az ancient regime ideje alatt a cenzúra megsértéséért jobbára börtönbüntetés vagy súlyos bírság járt, a francia forradalmárok már egyenesen a vérpadra küldték egymást).
A 20. századra a nyugati országokban egyre inkább egyértelművé vált, hogy az ember véleménye, vallása és hite teljesen szubjektív, és nem szabad befolyásolni azt, mégis a világ másik fele, Európa és Oroszország képében más ábrát mutatott. A kommunizmus és más diktatúrák kibontakozása teljességgel ellentmondott minden szólásszabadságnak. Az 1930-as években a cenzúra egy új formáját vette fel Európában, főleg olyan országokban, mint Németország, Olaszország, vagy Spanyolország. A második világháború után a nyugati országokban a politikai cenzúra szinte jelentéktelen mértékben van jelen.
Viszont az akkori Szovjetunióban és a hasonló, egypártrendszerű országokban ez extrém formát öltött. Itt szinte mindenben korlátozások voltak: pontosan meg volt határozva, hogy mit szabad olvasni, mondani, tanítani, stb. Ezeknek a szabályoknak a megszegése extrém következményeket vont maga után: az illetőnek fizetnie kellett, elkobozták vagyontárgyait, és gyakran börtönbe is zárták. A kommunista vezetőséget még az sem akadályozta meg, hogy az illetőt esetleg nemzetközileg elismerték, mint például Alekszandr Szolzsenyicin-t, aki 1970-ben irodalmi Nobel-díjat nyert, vagy Andrej Szaharovot, aki 1975-ben Nobel Béke-díjat kapott. A szovjet kormány továbbra is megpróbálta elnyomni a művészetüket. 
Az 1980-as évek végén, Mihail Gorbacsov elnöksége idején a cenzúra engedett a szorításból, mígnem végül a rendszerváltást követően lezárult a cenzúra eme extrém korszaka. Ez természetesen a legtöbb kelet-európai országot is érintette, amelyekben ugyancsak sokáig a kommunista rezsim volt az élen.

## A cenzúra története Magyarországon
Magyarországon a cenzúra története később kezdődött, amikor 1450-ben megjelent Gutenberg 42 soros bibliája, majd 1473-ban működni kezdett Magyarországon az első nyomda, Hess András jóvoltából. Az első magyar nyomtatványt, a Budai Krónikát 50 év múltán követte a cenzúraintézkedés. 
Akkoriban a cenzúra a vallással kapcsolatos könyvekre és művekre korlátozódott. Ekkor történt például az, hogy II. Lajos király 1524-ben levelet küldött Nagyszeben város tanácsának, hogy Luther Mártonnak a „veszedelmes iratait senki se merészelje olvasni”.
Magyarországon az előzetes cenzúra fogalma 1572-ben jelent meg, amikor ugyanis a király és a bécsi püspök meg akarták akadályozni Magyarországon az unitárius könyvek nyomtatását. Ezért az összes magyar könyvet és iratot nyomtatás előtt Bécsbe kellett küldeni a püspökhöz, ahol egy elő-cenzúra alá vettették a műveket. A magyar könyvkiadóknak egyre nehezebb dolguk lett, főleg hogyha az illető protestáns volt. A jezsuita befolyás alatt álló uralkodók egyre több protestáns nyomdát zárattak be. 1730-ig a cenzúra „vallásvédő” intézmény volt, amikor ugyanis nyíltan elrendelték, hogy a politikai és egyéb közügyi műveket előzetes vizsgálatra kell küldeni. A könyvcenzúra ekkor már nemcsak vallási, hanem politikai ügy is lett.
Mária Terézia trónra kerülésével új cenzúrai szabályok léptek életbe: 1747-ben kelt rendeletével két pozsonyi jezsuitára ruházta a magyarországi könyvcenzúrát. A helyzet egyre inkább enyhült. Debrecen és Pest városa saját nyomdájában adott ki könyveket, de azokat nem mutatták be a bécsi hatóságoknak. Ezt főleg az a tény tette lehetővé, hogy jelentősen lecsökkent a jezsuiták befolyása a bécsi udvarra. A kor mindjobban a felvilágosodás felé haladt; 1782-ben Mária Terézia fia, a „kalapos király” újjászervezte az egész könyvellenőrzést (az újságok csak felületesen vizsgálandók, a magyar lapok közölhették a francia forradalom eseményeit, kedvező színben feltüntetve). Bár II. József felvilágosult racionalizmusa odáig terjedt, hogy a vallási cenzúrát teljesen kiadta a kezéből, a trónon őt követő II. Lipót újabb cenzúrarendeletet állított fel, amely 1840-ig maradt érvényben, egészen addig, amíg magyar követelésre Budán központi cenzúrahivatalt állítottak föl.
A francia forradalom kellően ráijesztett Bécsre, és a császár 1793-ban elrendelte, hogy semmit sem közölhetnek arról, ami a francia forradalmat kedvező színben tünteti föl. A szabad gondolat ellen irányuló támadás mind keményebb formákat öltött. 1802-ben II. Ferenc elrendelte, hogy Voltaire, Rousseau és Helvétius művei a könyvtárakból nem adhatók ki, és könyvtárakban is csak megbízható emberek olvashatják. 1806-ban királyi rendelet tiltotta be a regények olvasását. Természetesen a magyar hazafiakat nagyon sértette az effajta korlátozás és diszkrimináció, és mindent megtettek, ami tőlük tellett, hogy a helyzetet jobbra fordítsák. Ez persze nem történhetett nyíltan, csak burkolt, esetleg anonim műveken keresztül. Nagyon fontos szerepe volt a „Sajtószabadságról nézetei egy Rabnak” című könyv, amely 1844-ben jelent meg. Az író ismeretlen volt, sőt még a hatóság félrevezetéséért azt írták rá, hogy Párizsban jelent meg, holott igazából Lipcsében nyomtatták. Az író Táncsics Mihály volt, aki „egy Rab név mögé rejtőzött”. A mű fő témája a cenzúra és a korlátozások kemény bírálata volt.

### AMagyar Népköztársaságidején
Magyarországon 1948-tól egészen 1989-ig diktatórikus kommunista rezsim létezett, amelynek megkerülhetetlen része volt a szólásszabadság korlátozása, a cenzúra. Ez a periódus két részre bontható: az 1948-tól 1963-ig tartó időszak a totalitarizmus időszaka volt (kivéve az 1956-os forradalmat és előzményeit), az 1963-tól 1989-ig tartó időszakot pedig a poszttotalitarizmus időszakának nevezik. Sajtópolitikai irányultságok szempontjából a második periódus ismét kisebb részekre bontható: 1963-tól 1971-ig a rendszer reformista irányultságú volt, 1971-től 1978-ig a reformellenes tendenciák váltak meghatározóvá, majd az 1979-től 1990-ig tartó időszak a fokozatosan felbomló diktatúra korszakaként írható le, amelyet a reformerek és a keményvonalasok harca, a reformerek előretörése, a viták és konfliktusok nyíltabb megnyilvánulása, majd a rendszer végső szétesése jellemzett.

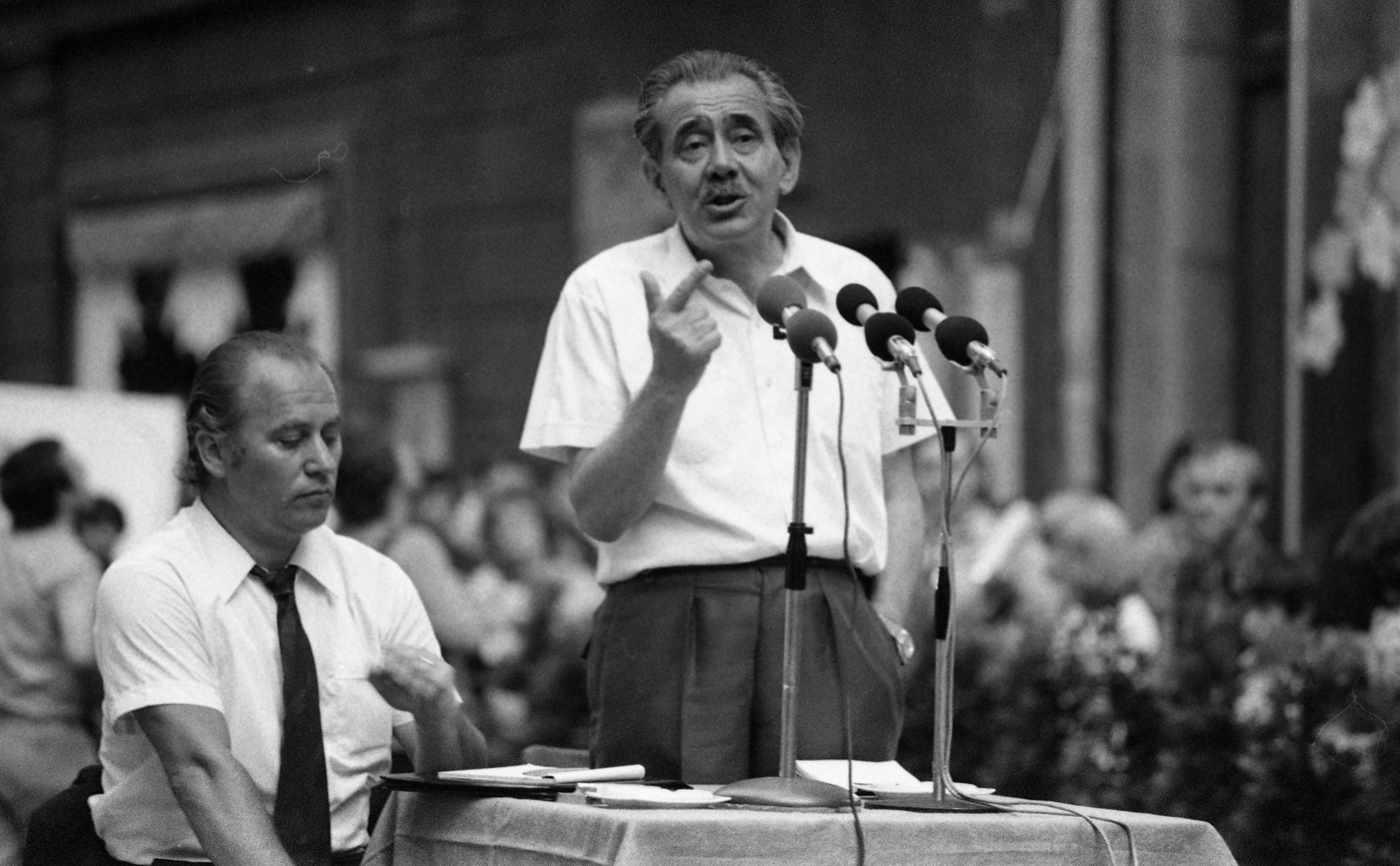
A Magyar Népköztársaságban a „kifinomult Tiltott, Tűrt, Támogatott” cenzúra gyakorlata Aczél György kommunista kultúrpolitikus nevével kapcsolódott össze

Magyarországon a diktatúra időszakában (egészen 1986-ig) nem létezett sajtótörvény. Cenzúratörvény azért nem volt, mert a rendszernek nem volt rá szüksége, formálisan teljes körű sajtószabadság volt! Egy cenzúratörvény a szólásszabadság nyílt korlátozását jelentette volna. A politikai légkör biztosította, hogy a kor politikusai nyugodtan hangoztassák Magyarországon nincsen cenzúra. Ezért okozott nagy meglepetést, amikor a Magyar Írószövetség 1981-es kongresszusán Eörsi István író (ironikusan) a cenzúra bevezetését javasolta, rávilágítva arra, hogy az öncenzúra milyen nehézzé teszi az írók és újságírók életét. Egy cenzúratörvény elfogadásával világosak lesznek a határok, ahogyan az is, hogy miről szabad írni, és miről nem.
A korszak fokozatosan enyhülő állami kultúrpolitikáját az Aczél György nevéhez fűződő legendás Tűrt, Tiltott és Támogatott kategóriák határozták meg. A politizálást és a szélsőséges műfajokat leszámítva jórészt szabadon lehetett alkotni. A tabutémák közismertek voltak. Sokszor olyan jól működött az öncenzúra, hogy nem is kellett retorziókhoz folyamodni. A nyolcvanas évek végéig minden jelentősebb színházban, lap-, könyv- és lemezkiadónál ott voltak a Párt megbízott és/vagy önjelölt komisszárjai, akik a munkatársak alkotásait figyelték és jelentették a pártérdekek illetve a politikai vezetők személyes érdekeinek sérülését, és ezzel figyelmeztették a szerzőket az önmegtartóztatásra és végszükség esetén a közlést is megakadályozhatták. 1986-ig a Magyar Televízió és a Magyar Rádió hírszerkesztési struktúrájával együtt a nyomtatott sajtótermékek működését is a MSZMP Központi Bizottságának Agitációs és Propaganda Osztálya (APO) által kijelölt direktívák határozták meg. A sajtó propagandaeszköz volt. Ezt a média működését meghatározó központi dokumentum úgy határozta meg hogy, a sajtó fő feladata az MSZMP Központi Bizottság politikájának követése és népszerűsítése. Csak és kizárólag akkor lehetett valaki újságíró, hogyha tagja volt a pártirányítás alatt álló Magyar Újságírók Országos Szövetségének. Vezető média személyiségként csak olyan újságírók tevékenykedhettek akik tagjai voltak a Pártnak.
Az 1980-as évek vége felé már a Párton belül a reformkommunista irányzat részéről is egyre inkább fokozódott az igény, miszerint lehetőleg a valóságról szóló „teljes információmennyiséget” a nép elé kellett tárni, feltéve, ha a nyilvánosságra kerülő információk nem sértik az ország politikai és gazdasági érdekekeit. Ezt fogalmazta meg az 1986-ban elfogadott sajtótörvény. Azonban a sajtótörvényben nem határozták meg pontosan, hogy mi az ami sérti az országos érdekeket ennek eldöntése minden esetben az eljáró hatóság döntési körébe tartozott.
Ám – amint azt a Kádár Jánosnak tulajdonított híres mondás: amiről nem beszélünk, az nincs – kifejezte, továbbra léteztek tabu-témák, amelyeket, nem volt szabad szabad említeni: (például a Szovjetunió bírálata, a katonai szövetségi rendszer (a Varsói Szerződés) és a szovjet csapatok magyarországi tartózkodásának magkérdőjelezése, a KGST kritikája, az 1956-os események forradalomnak nevezése és reális értékelése, illetve etnikai-szociális problémák boncolgatása). Ezek az egész korszakot végigkövető tabutémák voltak.
De léteztek szófordulatok (időszakos tabutémák) is, mai elnevezéssel politikailag korrekt kifejezések, amelyeket az adott pillanatban, politikai helyzetben, gyakorlatilag kötelező volt használni. Ilyen volt például az 1970-es és 1980-as évek fordulóján az az elvárás, miszerint a „szegénység” szót a „halmozottan hátrányos helyzet” kifejezéssel kellett helyettesíteni. E mellett a Magyarországgal határos országokkal fenntartandó jó viszonyra hivatkozva, folyamatosan tilos volt a határon-túli magyarok valós helyzetét ecsetelni és elnyomásuk ellen szót emelni.
A teljesebb körű tájékoztatás szándékával szerveződött meg a hetvenes-nyolcvanas évek fordulóján az ’underground’ ellenzéki sajtó és művészet. Ennek működését még az állítólagos „puha” diktatúra is igyekezett (például titkosszolgálati eszközökkel) ellehetetleníteni, a mozgalom vezetőit és résztvevőit megfélemlíteni, a keményvonalas pártirányzat háttérbe szorulása azonban egyre szabadabb légkört teremtett, mígnem a bekövetkezett rendszerváltás lehetőséget adott egy jóval demokratikusabb berendezkedésre.
Az irodalmi cenzúra speciális formája az ún. delfinológia (Szörényi László irodalomtörténész leleménye), melynek során a politikailag kényesnek ítélt kulturális utalásokat csonkították, ill. "tompították" a korszak (névtelen) cenzorai.